# Thomas Bläsi

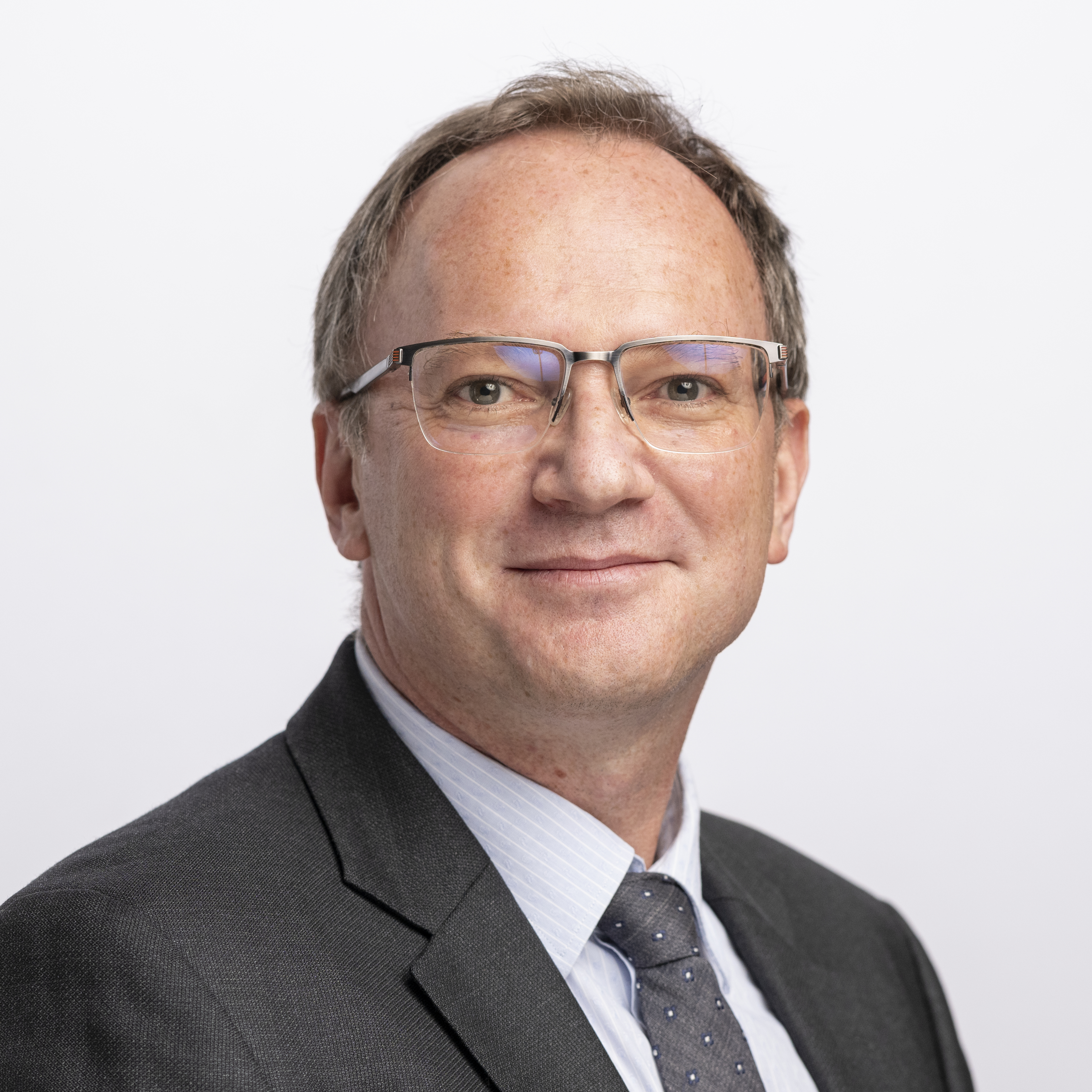
Thomas Bläsi (2023)

Thomas Bläsi  (* 17. April 1971 in Bourges, Frankreich; heimatberechtigt in Genf) ist ein Schweizer Politiker (SVP). Er ist seit 2023 Nationalrat.

## Biografie
Bläsi ist Apotheker von Beruf. Am 30. Mai 2023 rückte er für den zurückgetretenen Yves Nidegger in den Nationalrat nach. Zuvor sass er seit 2013 im Grossen Rat des Kantons Genf. Unmittelbar vor seinem Eintritt in den Nationalrat trat er aus dem Kantonsrat zurück. Im Nationalrat war er Mitglied der Staatspolitischen Kommission. Bei den Wahlen 2023 wurde er nicht wiedergewählt, sein Parteikollege Charles Poncet erhielt mehr Stimmen. Poncet hingegen verzichtete auf das Amt zu Gunsten von Bläsi.
Bläsi ist verheiratet und wohnt in Genf. Er ist schweizerisch-französischer Doppelbürger.